# Telephassa
Telephassa (Oudgrieks Τηλέφασσα, "ver-schijnend"), kan ook geschreven worden als Telephaassa (Τηλεφάασσα) en Telephe (Τηλέφη), is een epitheton in de Griekse mythologie, dat soms in de plaats van Argiope, de vrouw van Agenor, wordt gebruikt. In sommige versies is ze de dochter van Nilus, god van de Nijl, en Nephele, een oceanide van de wolken. Ze kreeg een aantal kinderen, waaronder Europa, Cilix, Cadmos, Thasus, die zijn naam aan een eiland nabij Samotrace gaf, en Phoenix. Van Thasus wordt soms gezegd dat hij een kleinkind is, via Cilix. Haar man was Agenor, of mogelijks ook Phoenix, in een versie waarin Cadmus, Europa en hun broers kinderen van Phoenix zijn (zie Agenor en Phoenix).
Zeus zag Europa eens bloemen plukken. Hij veranderde zichzelf in een witte stier en nam haar op zijn rug mee naar Kreta. Daar toonde Zeus zijn ware identiteit en zo werd Europa de eerste koningin van Kreta. Telephassa ging met haar zoon Cadmus mee op een zoektocht naar Europa. Samen gingen zij naar de eilanden Rhodes en Thera, waarna ze aankwamen in Thracië, waar Telephassa ziek werd en stierf. Nadat Cadmus zijn moeder had begraven, raadpleegde hij het orakel van Delphi. Het orakel vertelde hem dat hij verder moest reizen, tot hij een koe tegenkwam. Die koe moest hij dan volgen, tot waar die ging neerliggen bij een stad; deze stad werd Thebe. Cilix, de oudere broer van Europa, zocht haar ook en kwam aan in Zuid-Anatolië. Naar hem werd het land Cilicië genoemd.

## Referentie
- Dit artikel of een eerdere versie ervan is een (gedeeltelijke) vertaling van het artikel Telephassa op de Engelstalige Wikipedia, dat onder de licentie Creative Commons Naamsvermelding/Gelijk delen valt. Zie de bewerkingsgeschiedenis aldaar.